# Машербрум (хребет)
Машербрум (урду ما شربرم پہاڑیاں) — горный хребет, часть системы Каракорум.
Хребет Машербрум находится в Балтистане на севере Пакистана в провинции Гилгит-Балтистан. Высшая точка также называется Машербрум. Её высота — 7821 м над уровнем моря, это — 22-я по высоте гора мира.
Севернее хребта расположен ледник Балторо. На южных склонах находятся истоки рек и ручьёв бассейна Инда.

## Вершины
Основные вершины с абсолютной высотой выше 7000 м и относительной выше 1000 м.
- Машербрум (7821 и 2457)
- Чоголиза (7665 и 1624)
- Балторо-Кангри (7312 и 1040)[2]
- Балтистан-Пик (7282 и 1962)
- Линк-Сар (англ.)

Пики Машербрума труднодоступны для альпинистов. Большинство из них были впервые покорены лишь в 1970-е гг, на два десятилетия позже восьмитысячников.